# Ganbare Goemon: Karakuri Kiteretsu Rēsu
Ganbare Goemon Karakuri Kiteretsu Rēsu (がんばれゴエモン からくり奇天烈レース?) es un videojuego de corre animales, fue publicado por Konami para teléfonos móviles en 2003. Era parte de la serie Ganbare Goemon: Tsūkai Game Apli.